# Ramaria pallida
Ramaria pallida (Jacob Christian Schäffer, 1774 ex Adalbert Ricken, 1920) sin. Ramaria mairei (Marinus Anton Donk, 1933) din încrengătura Basidiomycota în familia Gomphaceae și de genul Ramaria, este o ciupercă regional destul de răspândită otrăvitoare care coabitează. O denumire populară nu este cunoscută. În România, Basarabia și Bucovina de Nord se dezvoltă preferat pe sol calcaros de la câmpie la munte, în păduri de foioase și mixte cu predilecție sub fagi, foarte rar în cele de conifere, atunci pe lângă molizi. Timpul apariției este între (iulie) august și noiembrie.

## Taxonomie

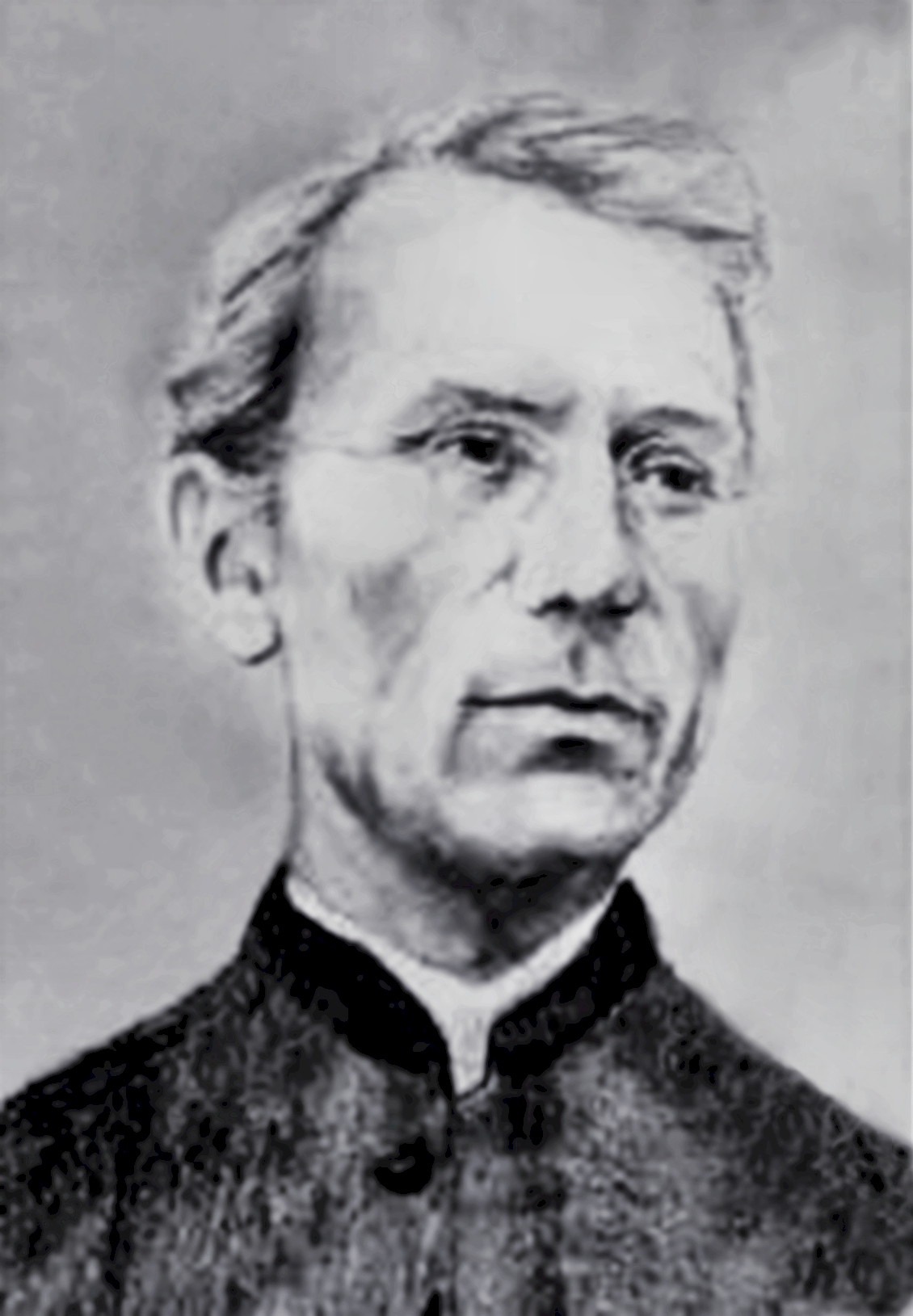
Adalbert Ricken

Numele binomial Clavaria pallida a fost determinat de cunoscutul om de știință german Jacob Christian Schäffer în volumul 4 al marii sale opere Fungorum qui in Bavaria et Palatinatu circa Ratisbonam nascuntur icones, nativis coloribus expressae din 1774.
Apoi, în 1920, micologul german Adalbert Ricken a transferat specia corect la genul Ramaria sub păstrarea epitetului, de verificat în lucrarea sa Vademecum für Pilzfreunde - Taschenbuch zur bequemen Bestimmung aller in Mittel-Europa vorkommenden ansehnlicheren Pilzkörper, fiind numele curent valabil (2021).
Mai departe, trebuie menționat că taxonul Ramaria mairei creat de micologul olandez Marinus Anton Donk în volumul 9 al jurnalului botanic Mededelingen van het botanisch Museum en Herbarium van de Rijksuniversiteit Utrecht din 1933 este folosit în mai multe cărți micologice, de exemplu la Bruno Cetto sau Rose Marie Dähncke.
Denumirea cu epitetul stricta al micologului germano-danez Heinrich Christian Friedrich Schumacher din 1803 nu se aplică niciodată, fiind deja folosită drept Clavaria stricta în sensul lui Christian Hendrik Persoon (1795).
Alte denumiri nu sunt cunoscute.
Epitetul specific pentru R. pallida este derivat din cuvântul latin (latină pallidus= pal(id), a fi incolor, neaccentuat), datorită aspectului general, pe când cel al R. mairei a fost creat de Marinus Anton Donk în onoarea micologului francez René Maire.

## Descriere

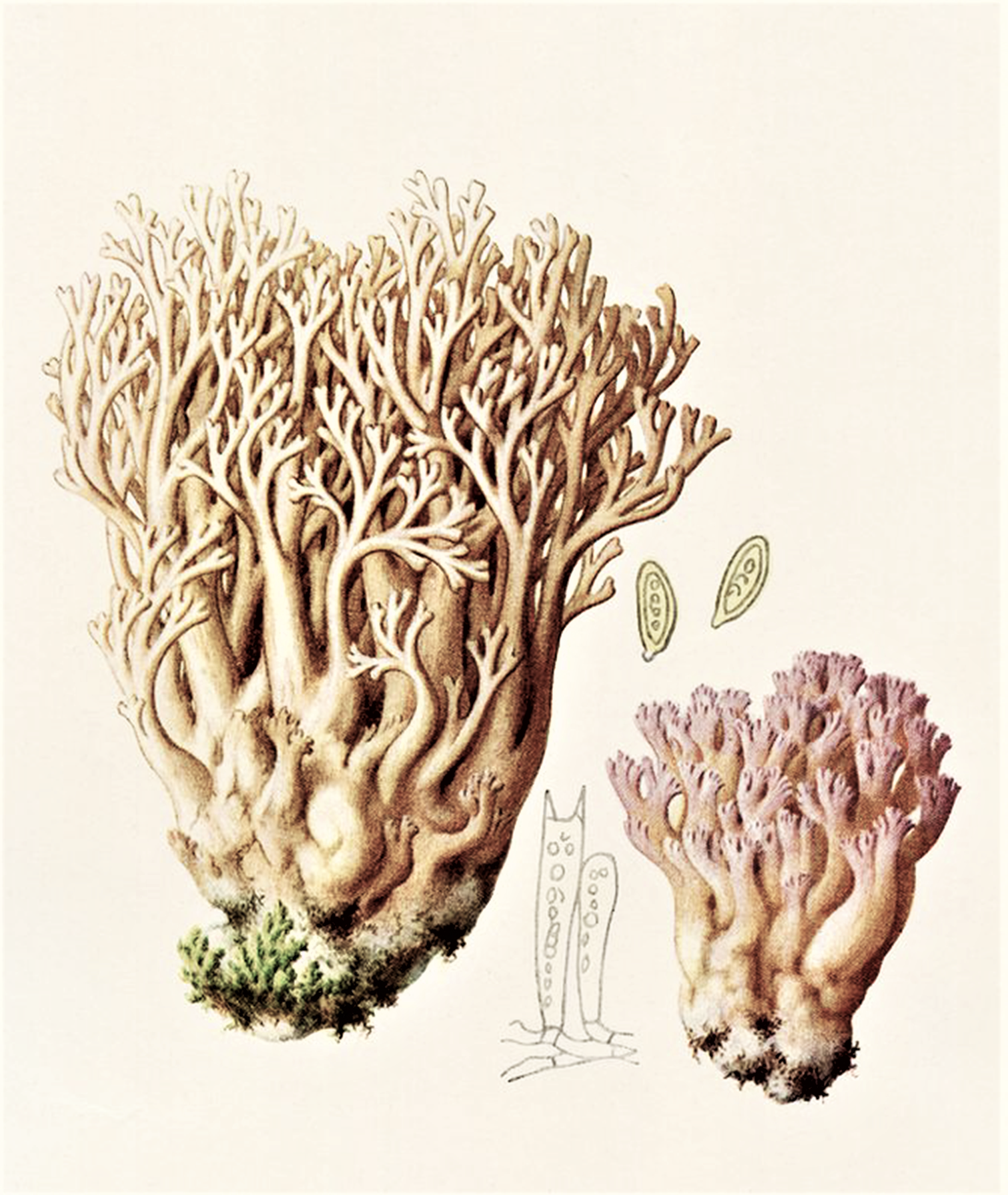
Bres.: Clavaria pallida

- Corpul fructifer:  are o înălțime de până la 15 cm și un diametru de 5-15 (20) cm. El se împarte dintr-un cocean cărnos, în numeroase ramificații dihotomice, verticale și cilindrice, drepte sau curbate, mai groase la bază și subțiate treptat către vârf care stau foarte dens, fiind puțin încrețite longitudinal. Coloritul este în general albicios murdar până albicios-carneu, dar există și exemplare gri-gălbuie până brune ca cafeaua cu lapte. Vârfurile scurte cu dinți contondenți prezintă nuanțe slabe de roșu-liliaceu până la roșu-carneu pe bază albuie. În vârsta avansată, ciuperca se decolorează ocru-carneu.
- Trunchiul: este albicios, scurt, cărnos, masiv și compact, cu un diametru de până la 3cm, din care decurg numeroase ramuri dihotomice.
- Carnea: albă, mai degrabă moale și fragilă, nu se decolorează după tăiere. Mirosul inițial imperceptibil, seamănă repede cu cel de leșie din săpun, la bătrânețe și cu aroma condimentului Maggi. Gustul poate fi pentru mult timp blând sau slab amărui, devenind cu avansarea în vârsta din ce în ce mai amar.[3][4]
- Caracteristici microscopice: are spori cu o mărime de (8) 9-12 (13) x 4,5-6,5 (7) microni care sunt neamilozi (nu se decolorează cu reactivi de iod), netezi sau slab aspri, alungit ovoidali până gros elipsoidali, de lățime inegală și cu baza apiculată. Pulberea lor este de colorit slab galben-auriu până ușor galben-roșiatic. Basidiile fără catarame cu 2-4 sterigme fiecare sunt clavate cu o mărime de 40-60 x 8-9 microni.

Hifele hialine (translucide), cu pereți de 1 µm grosime și un diametru de până la 17 (20) µm, fără fibule, sunt netede până fin aspre, cilindrice, dar uneori umflate, ori aproape paralele, ori sinuoase, prezentând treceri de septe în formă de ampulă. Hifele în rizomorfe cu însușiri similare au o grosime de doar 7 µm. În zona exterioară, hifele și miceliul bazal se prezint gelificați, alocurea utilați cu cristale.
- Reacții chimice: nu sunt cunoscute.[13]

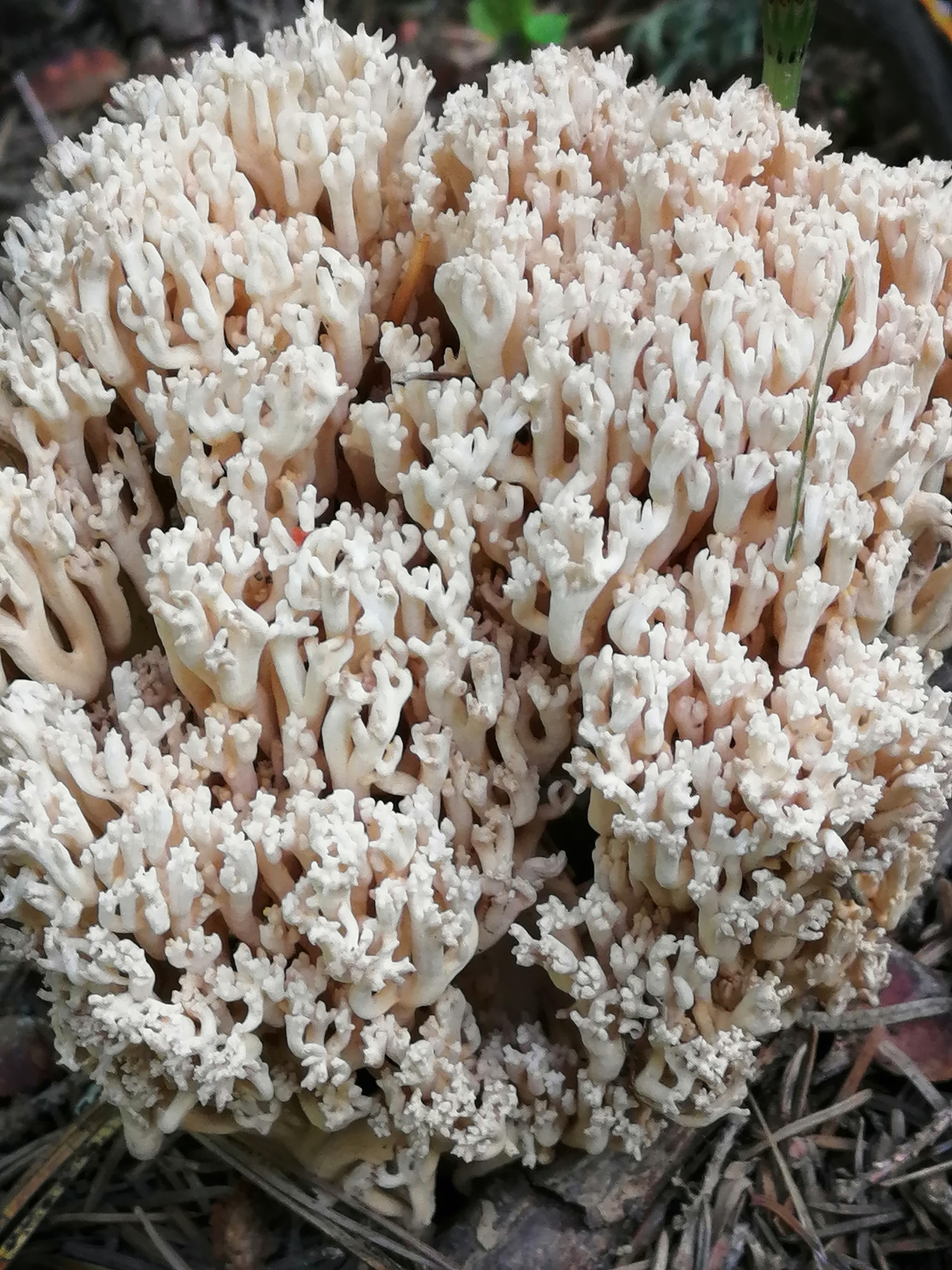
R. pallida, vârfurile din apropiere
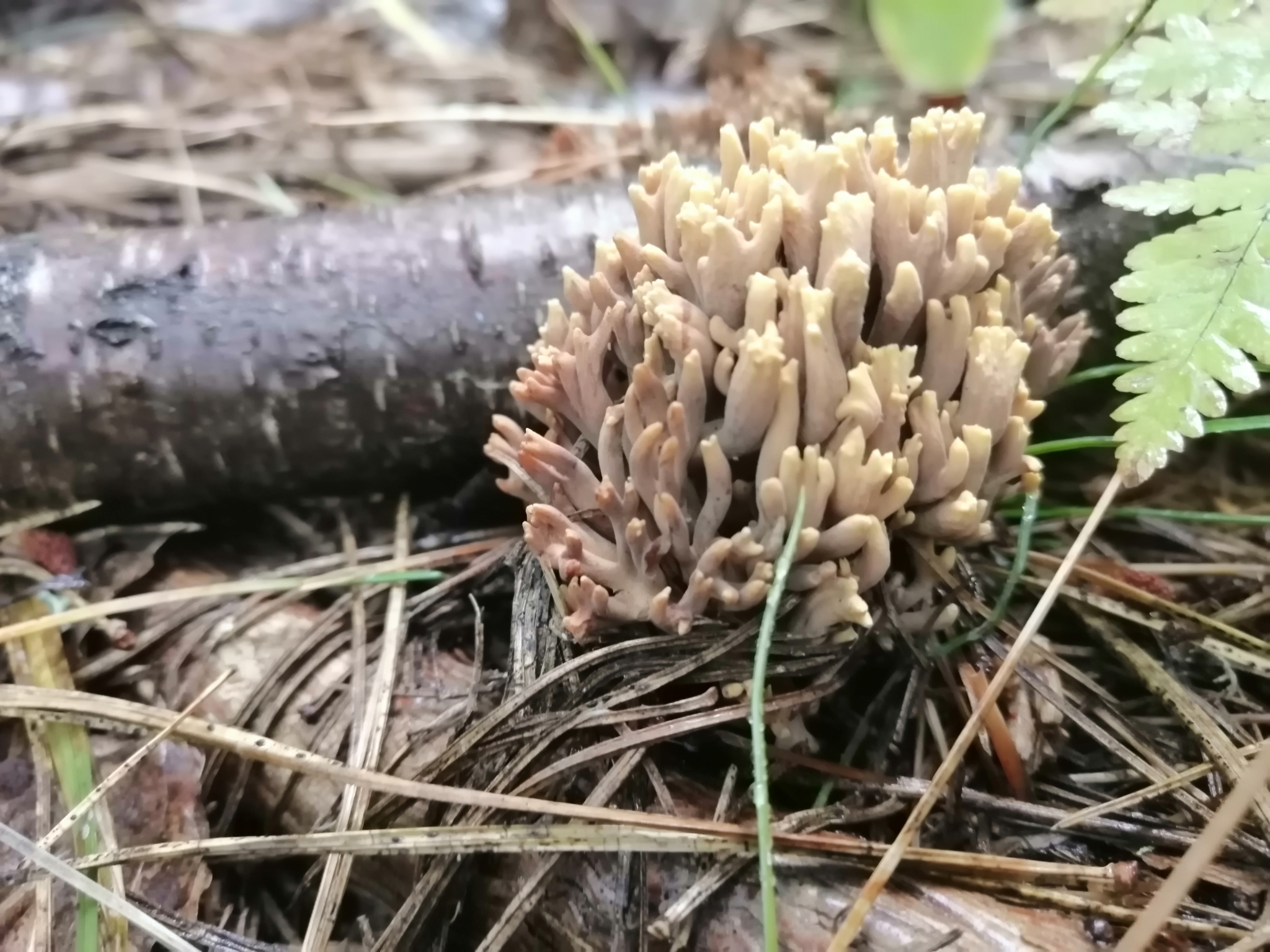
R. pallida tânără
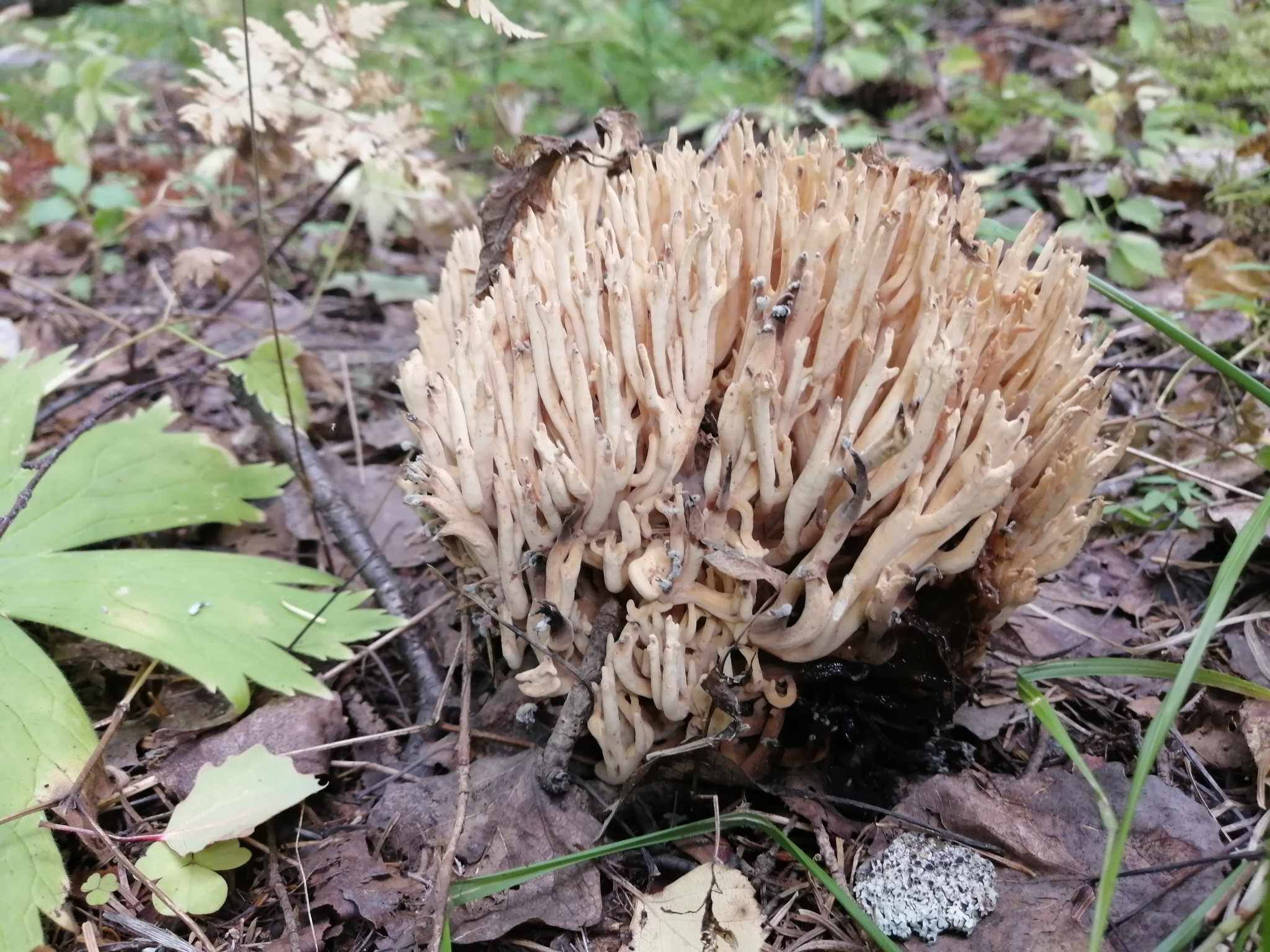
R. pallida mai bătrână
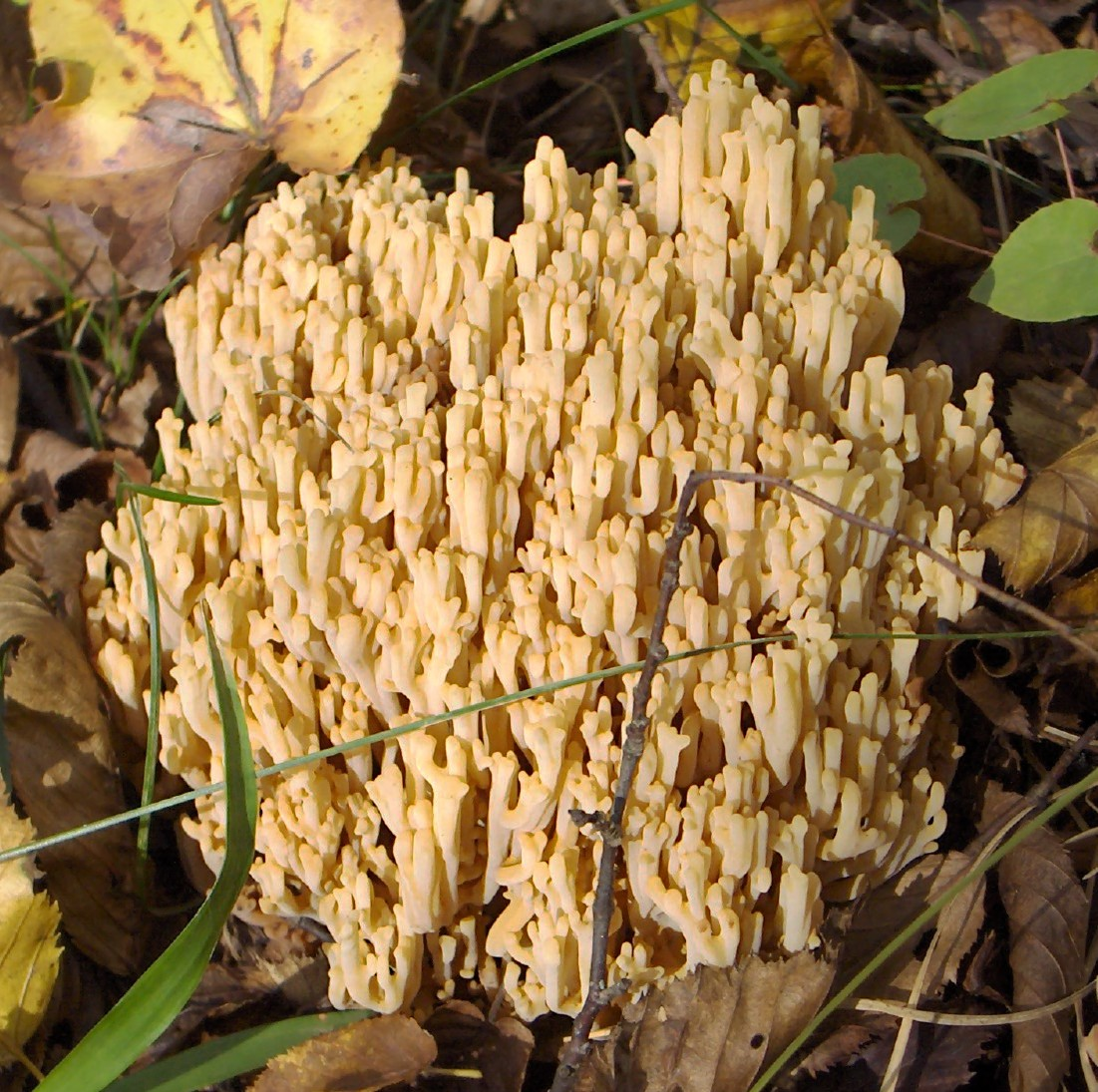
R. pallida gălbuie
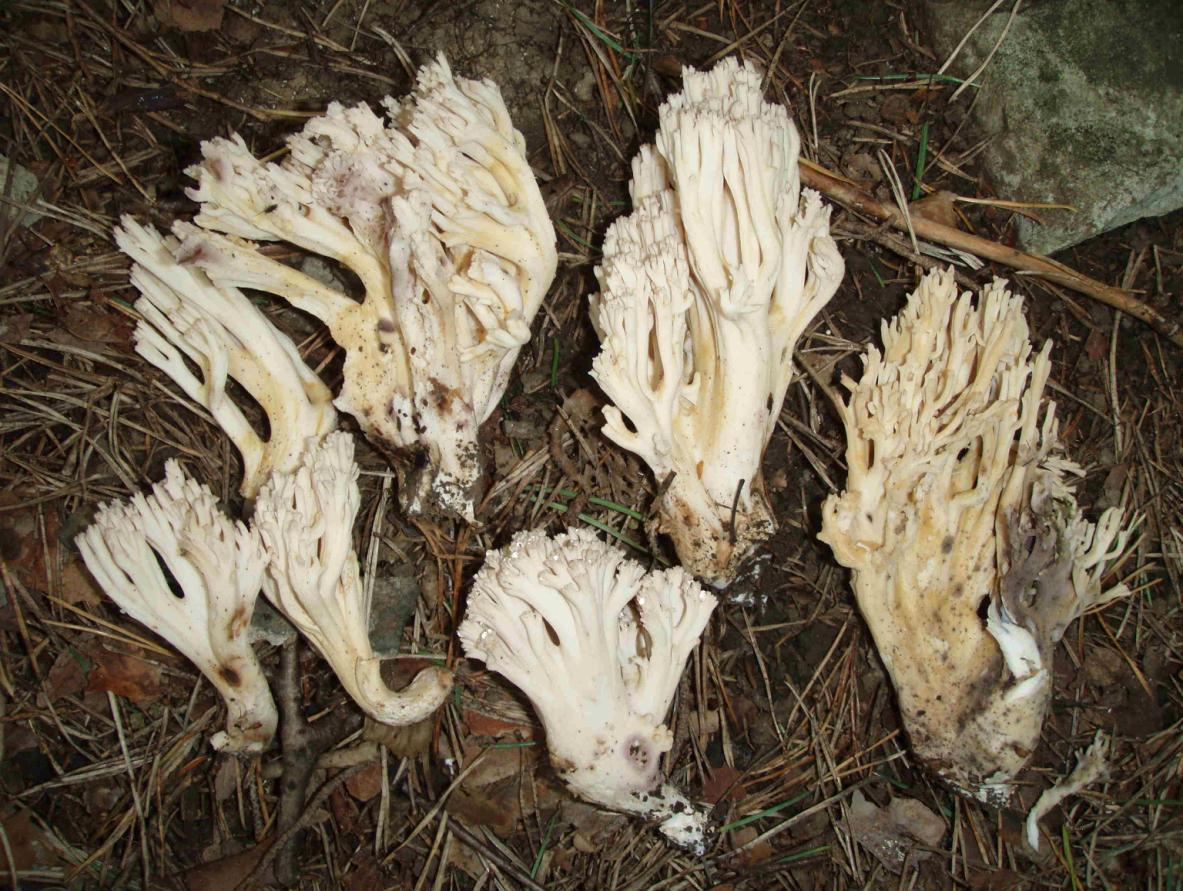
R. pallida diverse aspecte

## Confuzii
Specia poate fi confundată ușor cu specii aceluiași gen sau unuia înrudit cum sunt: 
| - Clavulina cinerea (comestibilă) - Ramaria abietina (necomestibilă) - Ramaria aurantiosiccescens (E. Schild, 1979) (comestibilă) - Ramaria aurea (comestibilă) - Ramaria botrytis (comestibilă) - Ramaria eumorpha (necomestibilă) - Ramaria fennica (necomestibilă) - Ramaria flaccida (necomestibilă), - Ramaria flava (comestibilă) - Ramaria flavescens (comestibilă), | - Ramaria flavobrunnescens (comestibilă), - Ramaria formosa (otrăvitoare) - Ramaria gracilis (comestibilă) - Ramaria largentii (comestibilă) - Ramaria obtusissima, (comestibilă, puțin gustoasă) - Ramaria ochroclora (comestibilitate nesigură) - Ramaria rufescens (burete creț) (comestibilă) - Ramaria stricta (necomestibilă) - Ramaria testaceoflava (necomestibilă) - Thelephora palmata (necomestibilă), |

## Specii asemănătoare

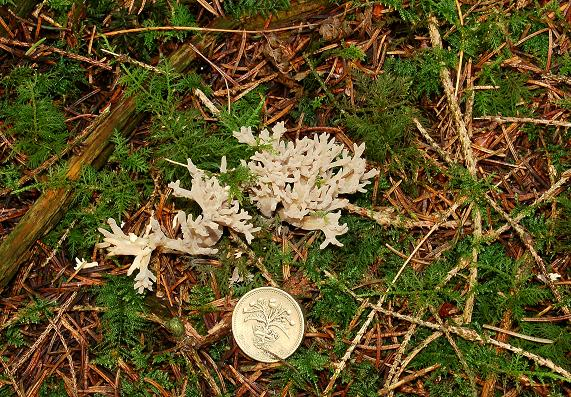
Clavulina cinerea
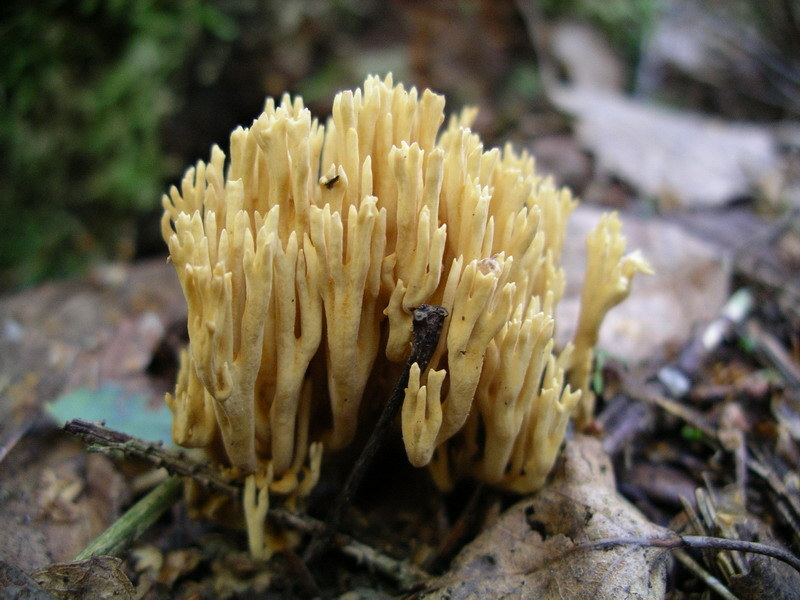
!Ramaria abietina!
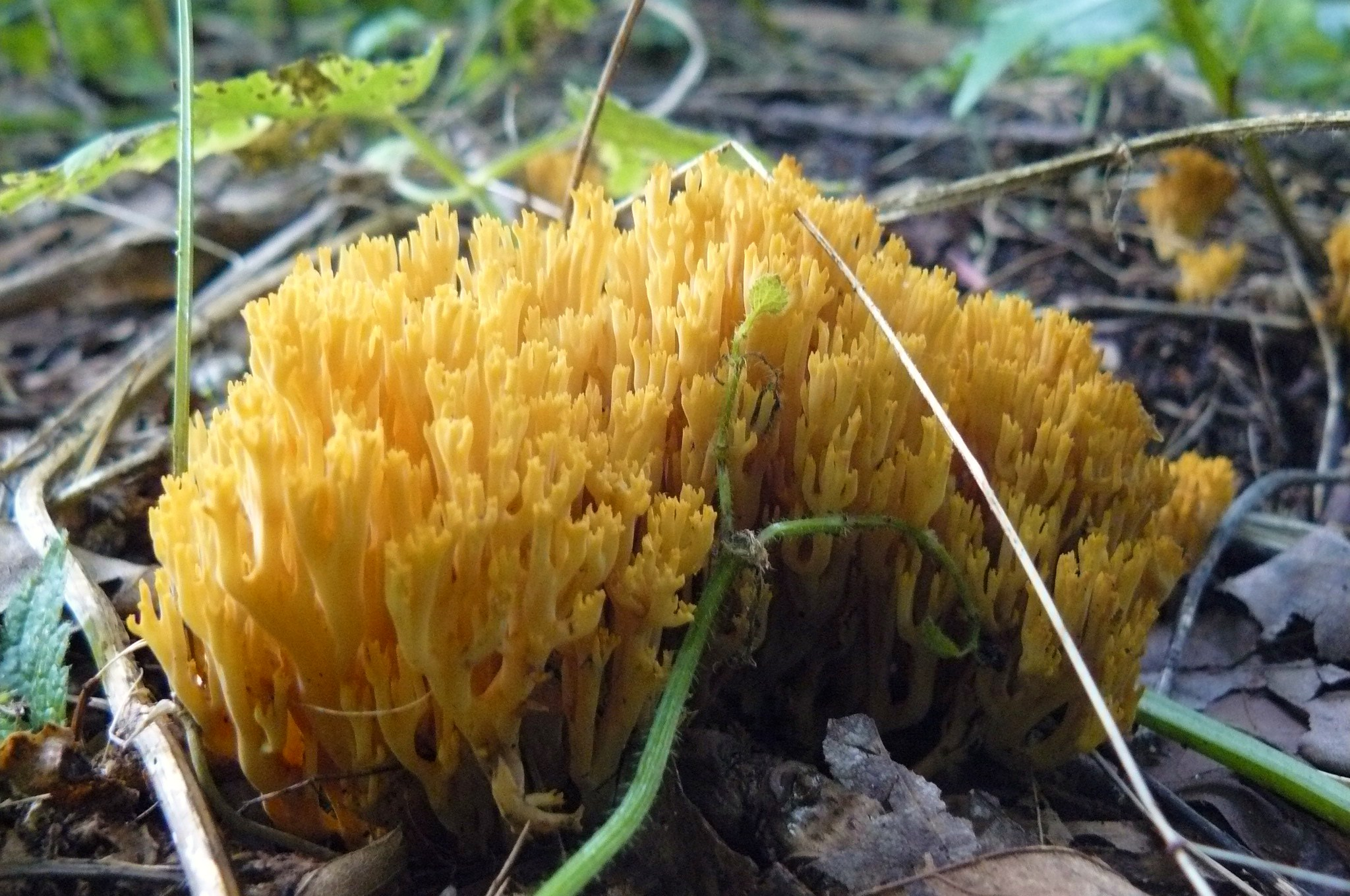
Ramaria aurantiosiccescens
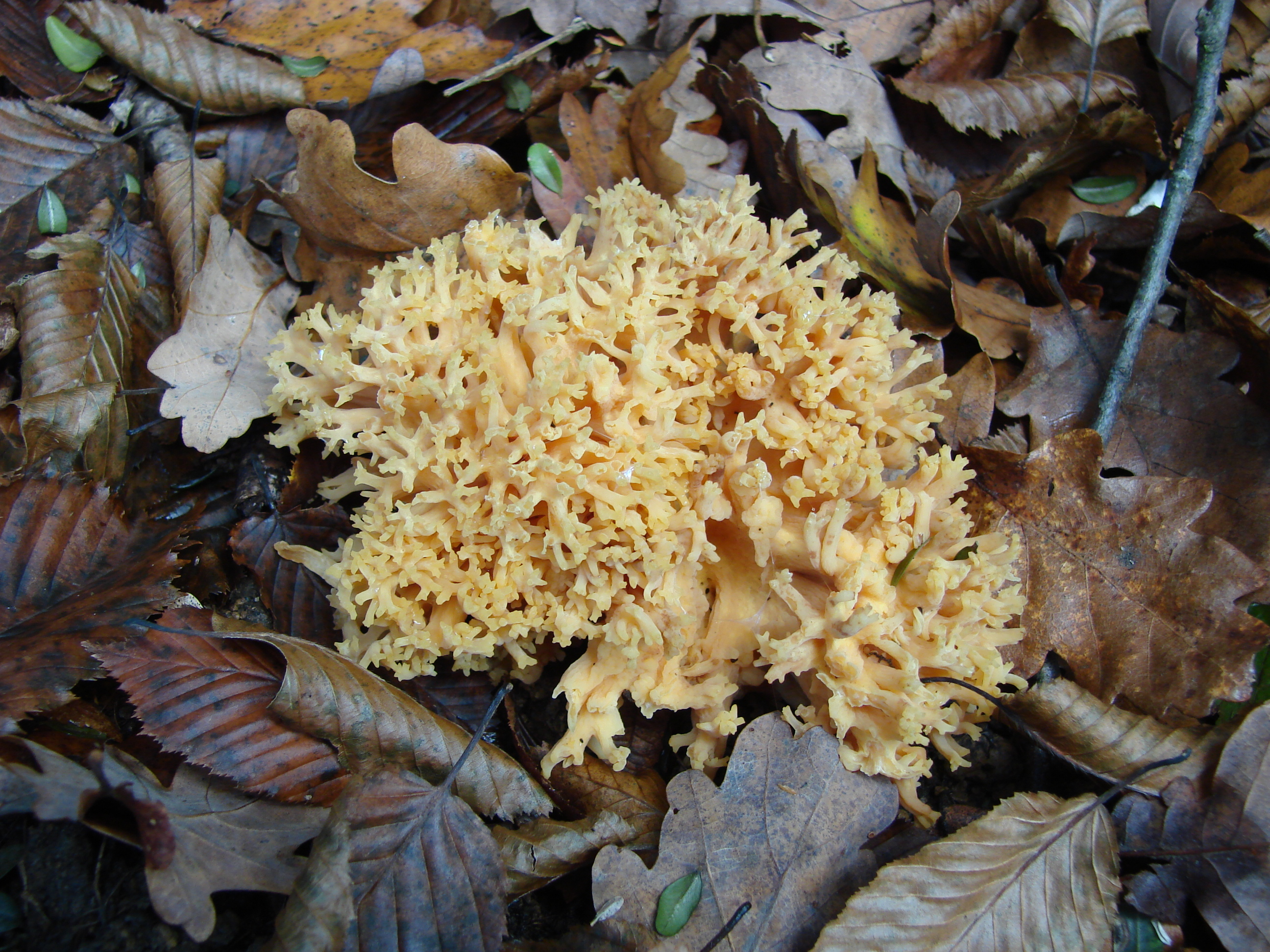
Ramaria aurea
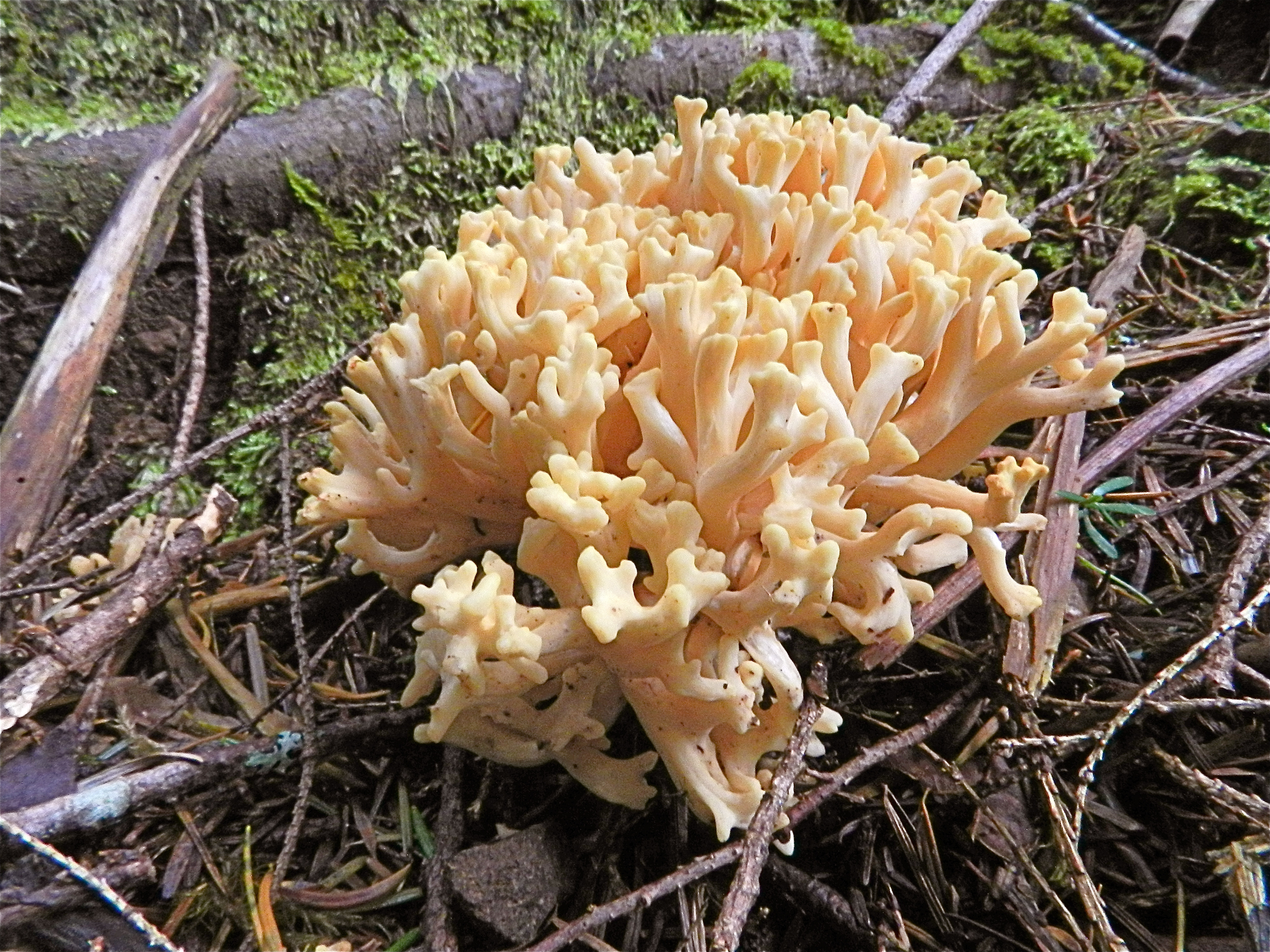
Ramaria botrytis tânără
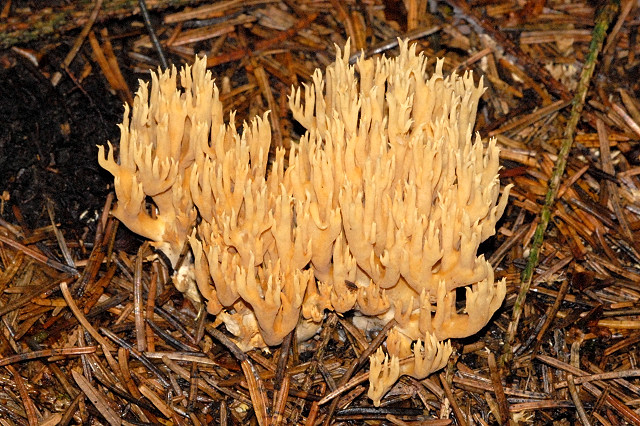
!Ramaria.eumorpha!
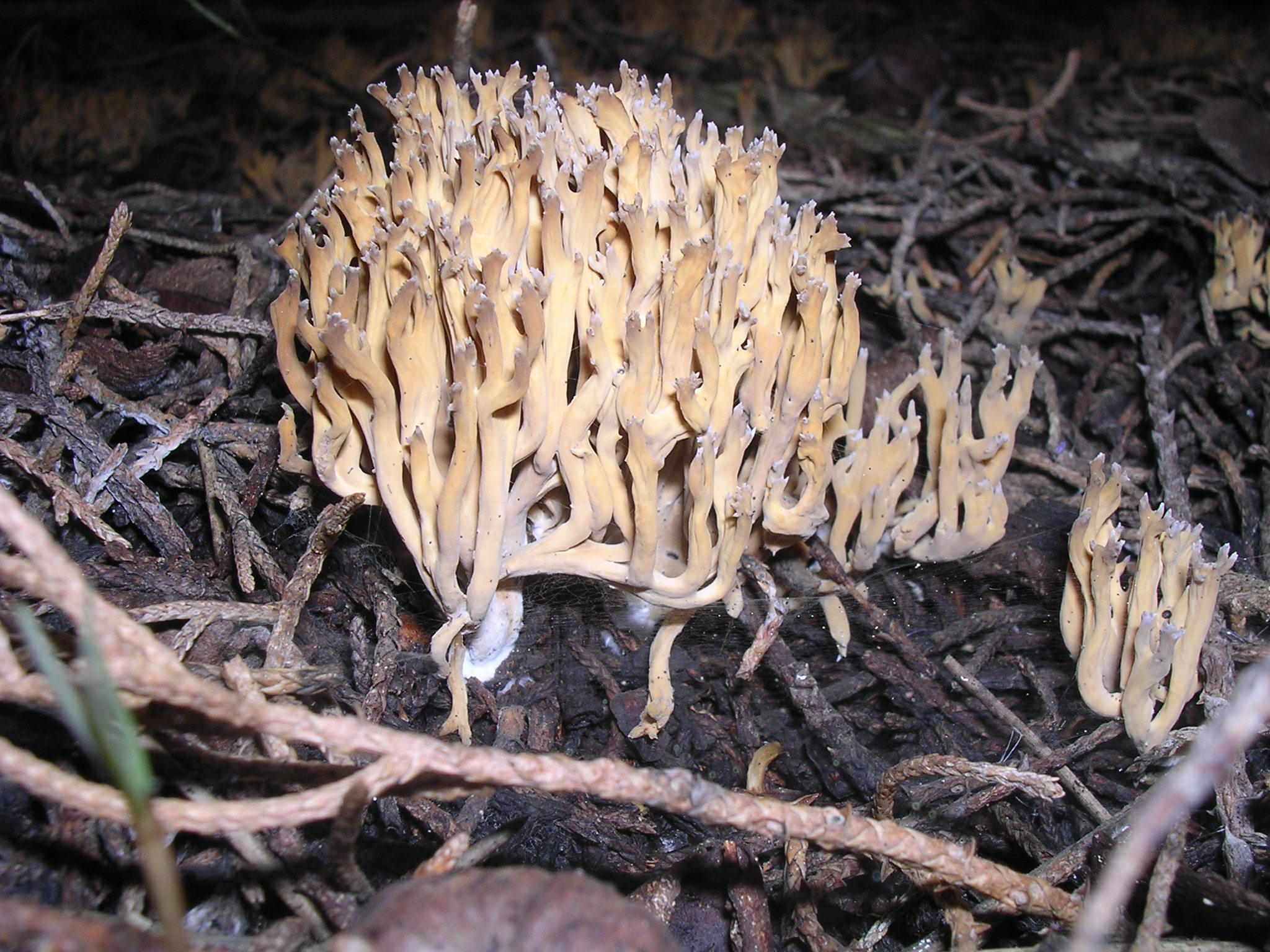
!Ramaria fennica!
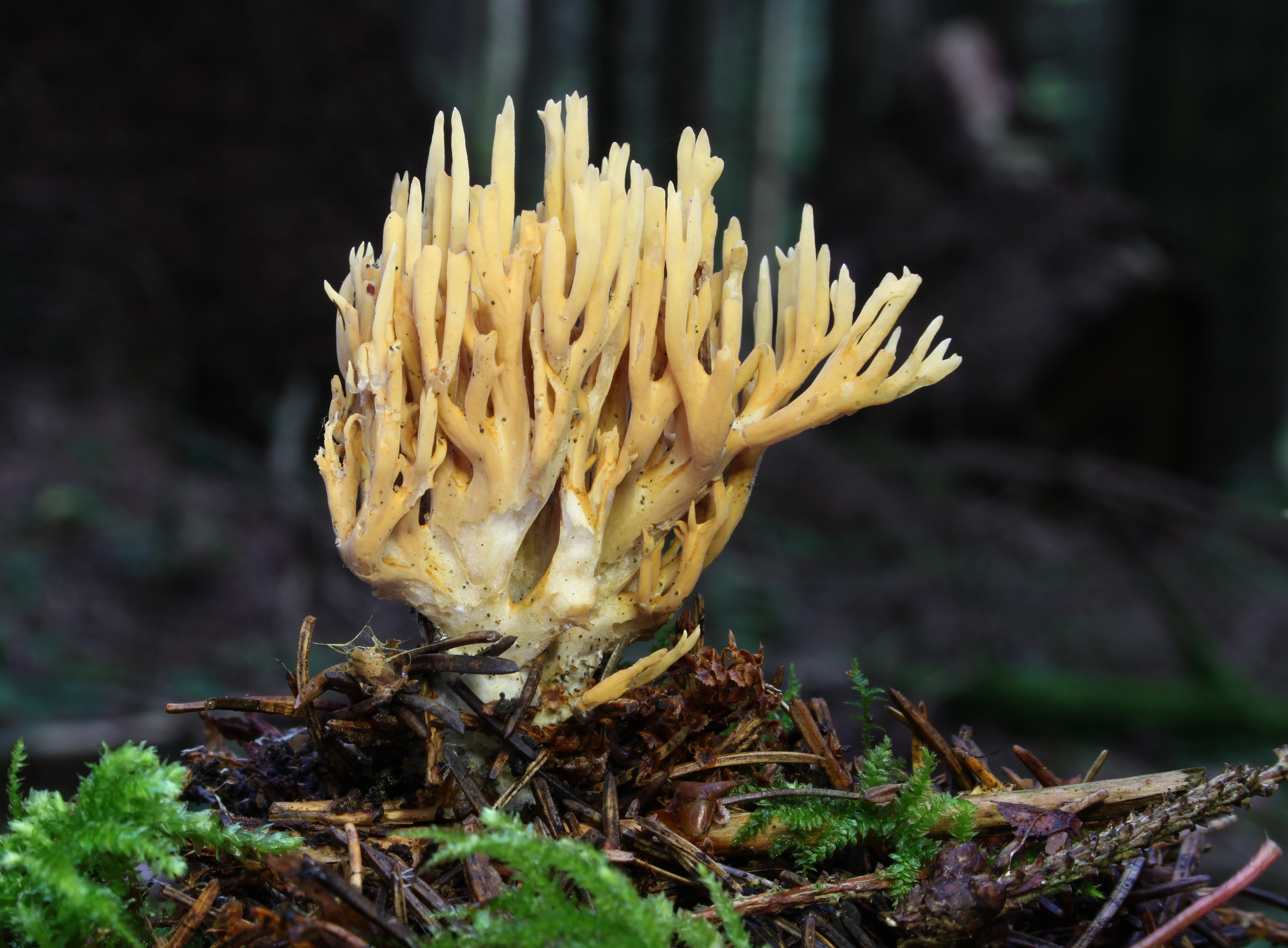
!Ramaria flaccida!

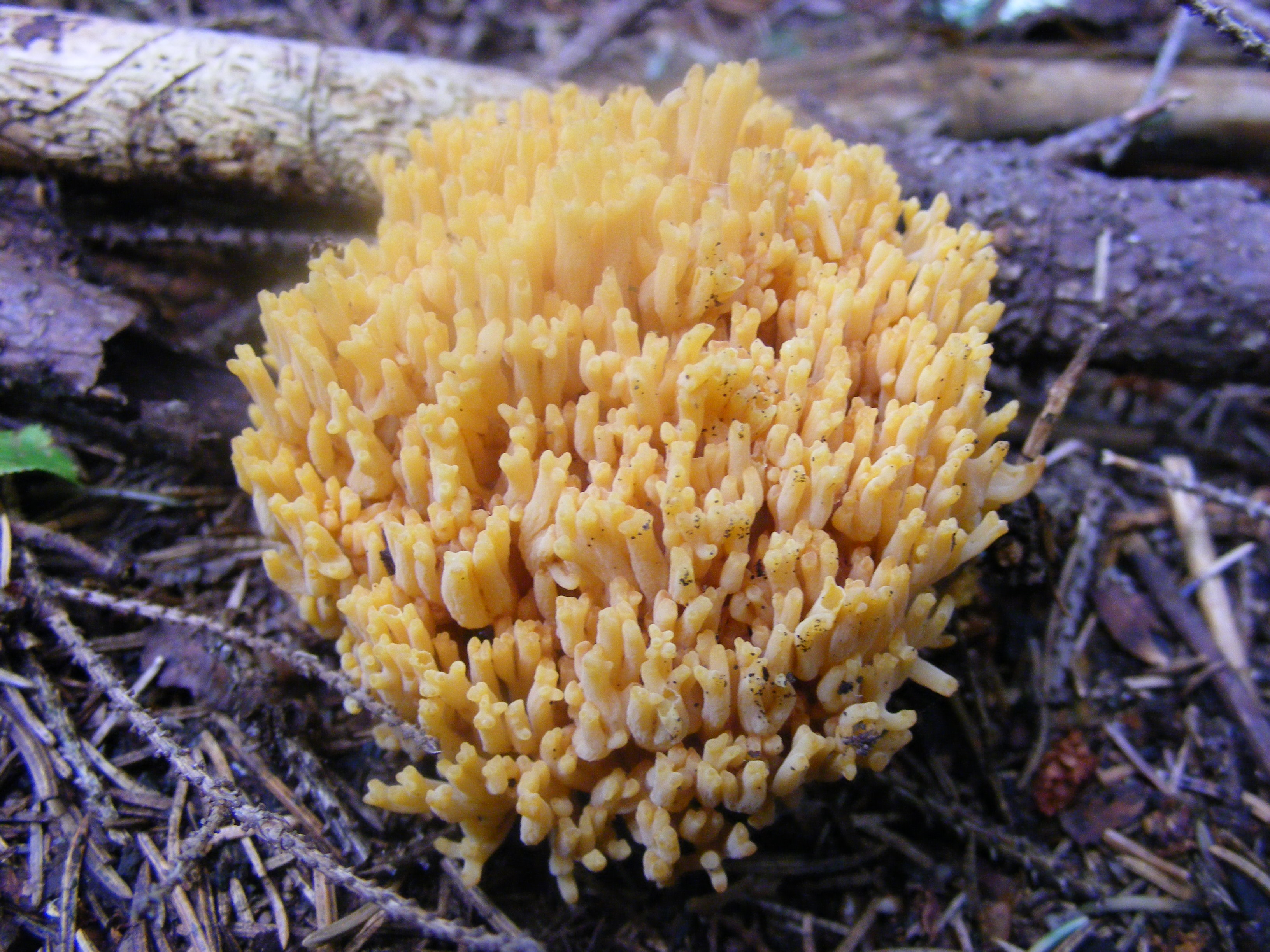
Ramaria flava
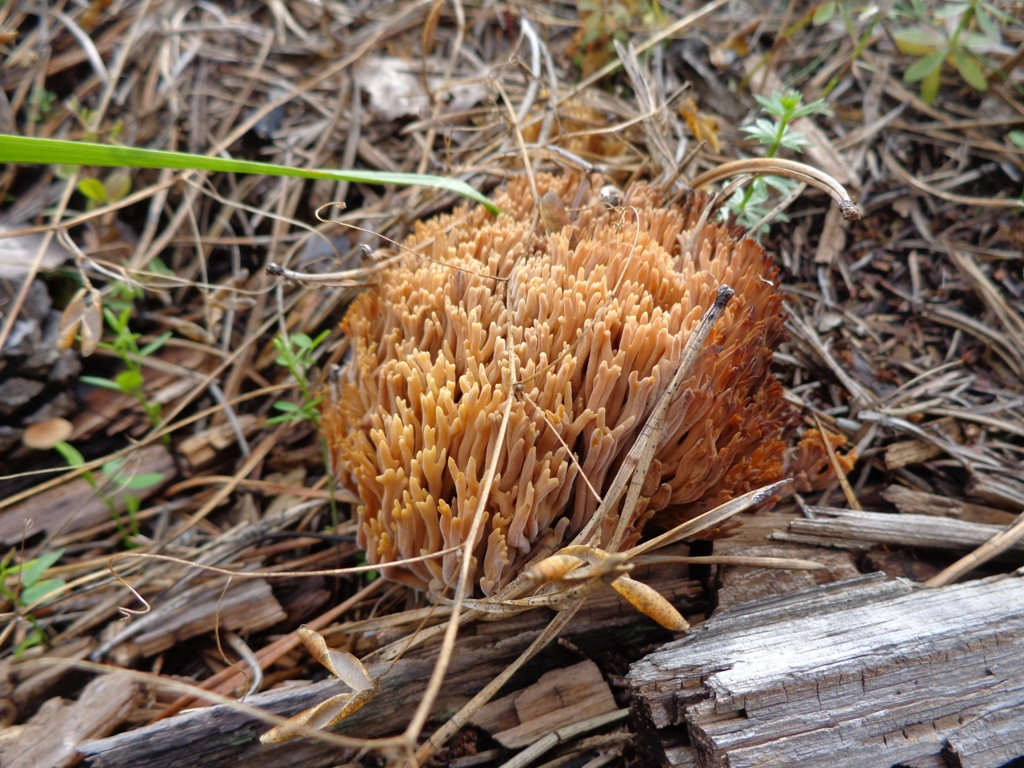
Ramaria flavescens
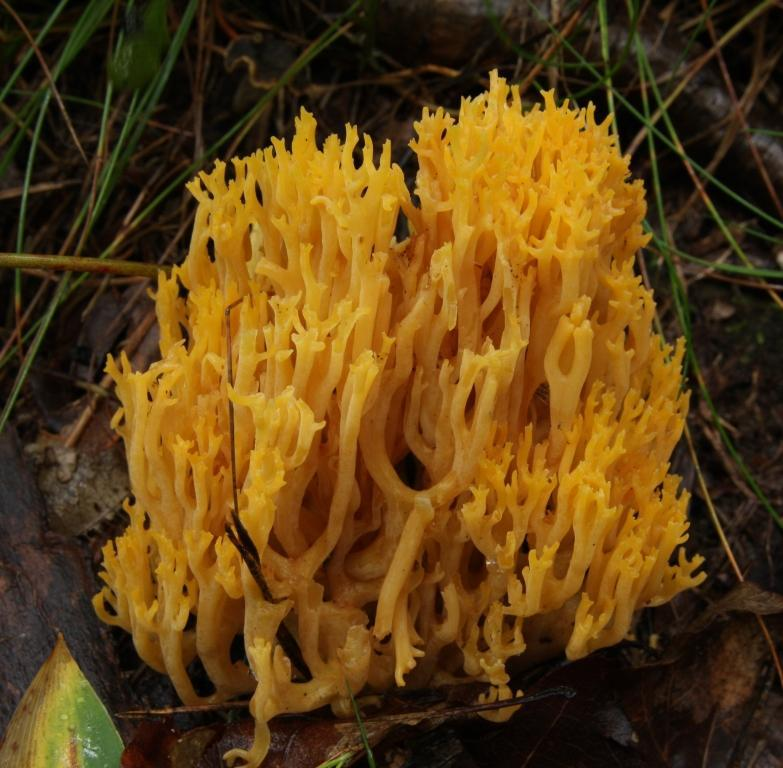
Ramaria flavobrunnescens
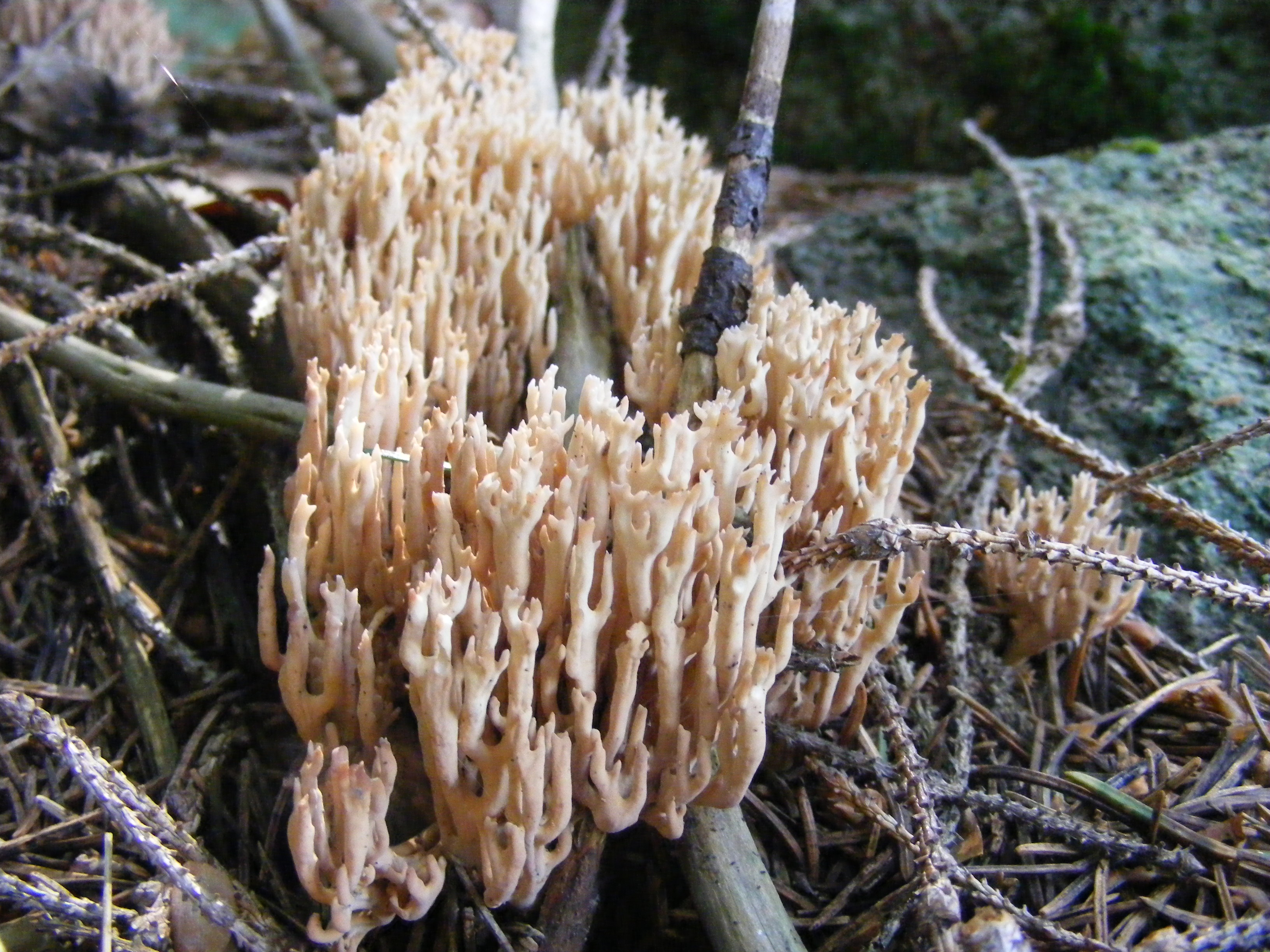
!!Ramaria formosa!!
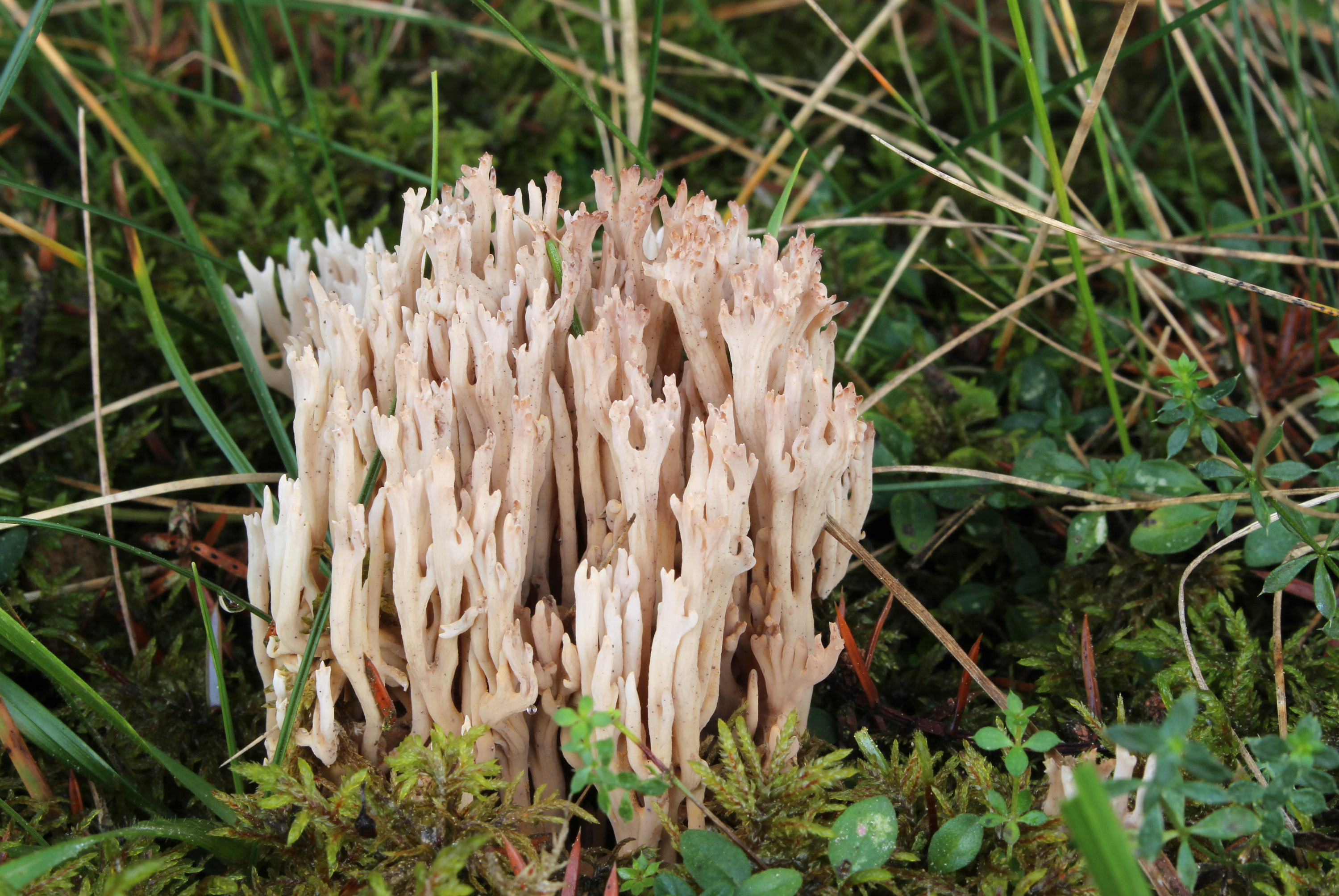
Ramaria gracilis
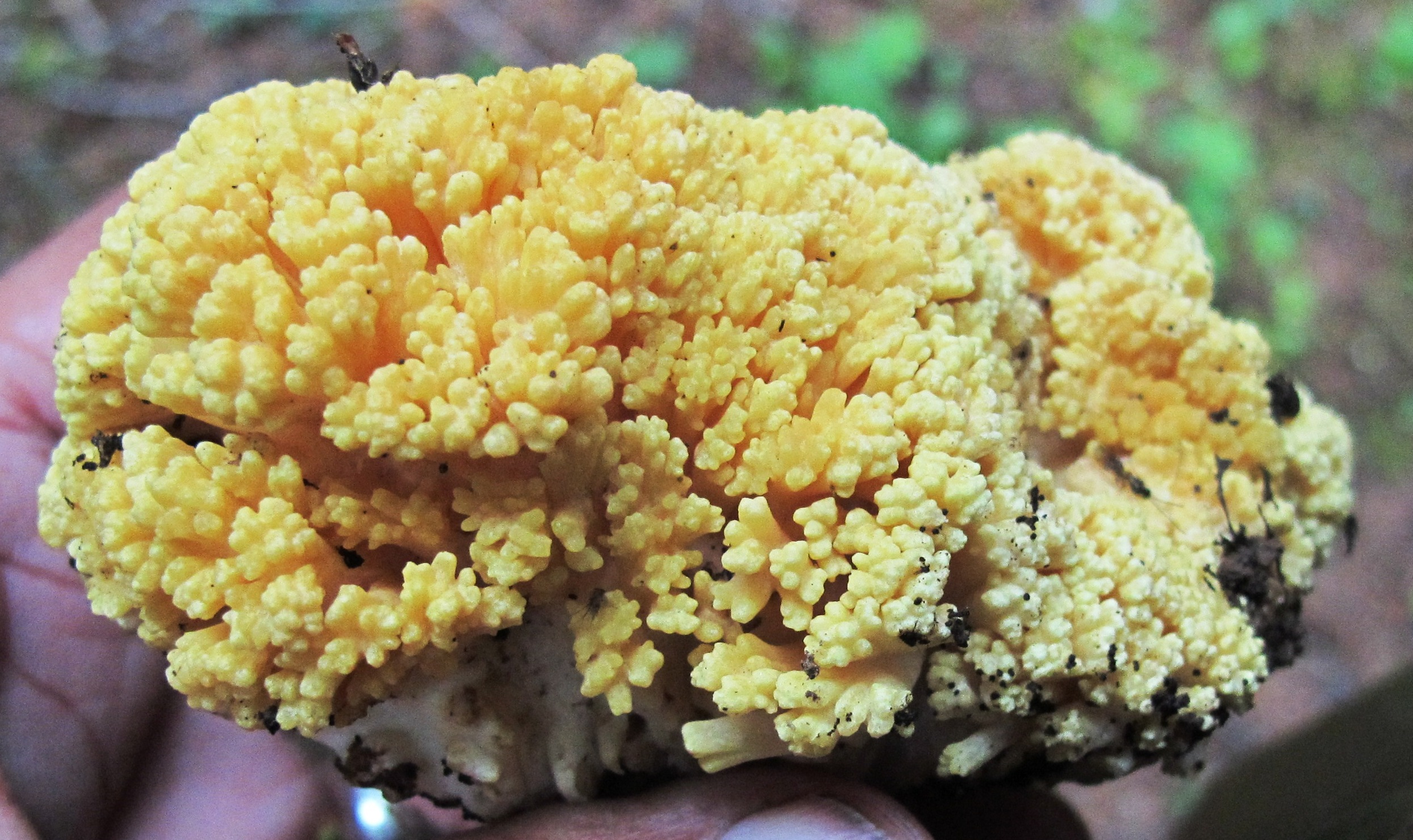
Ramaria largentii
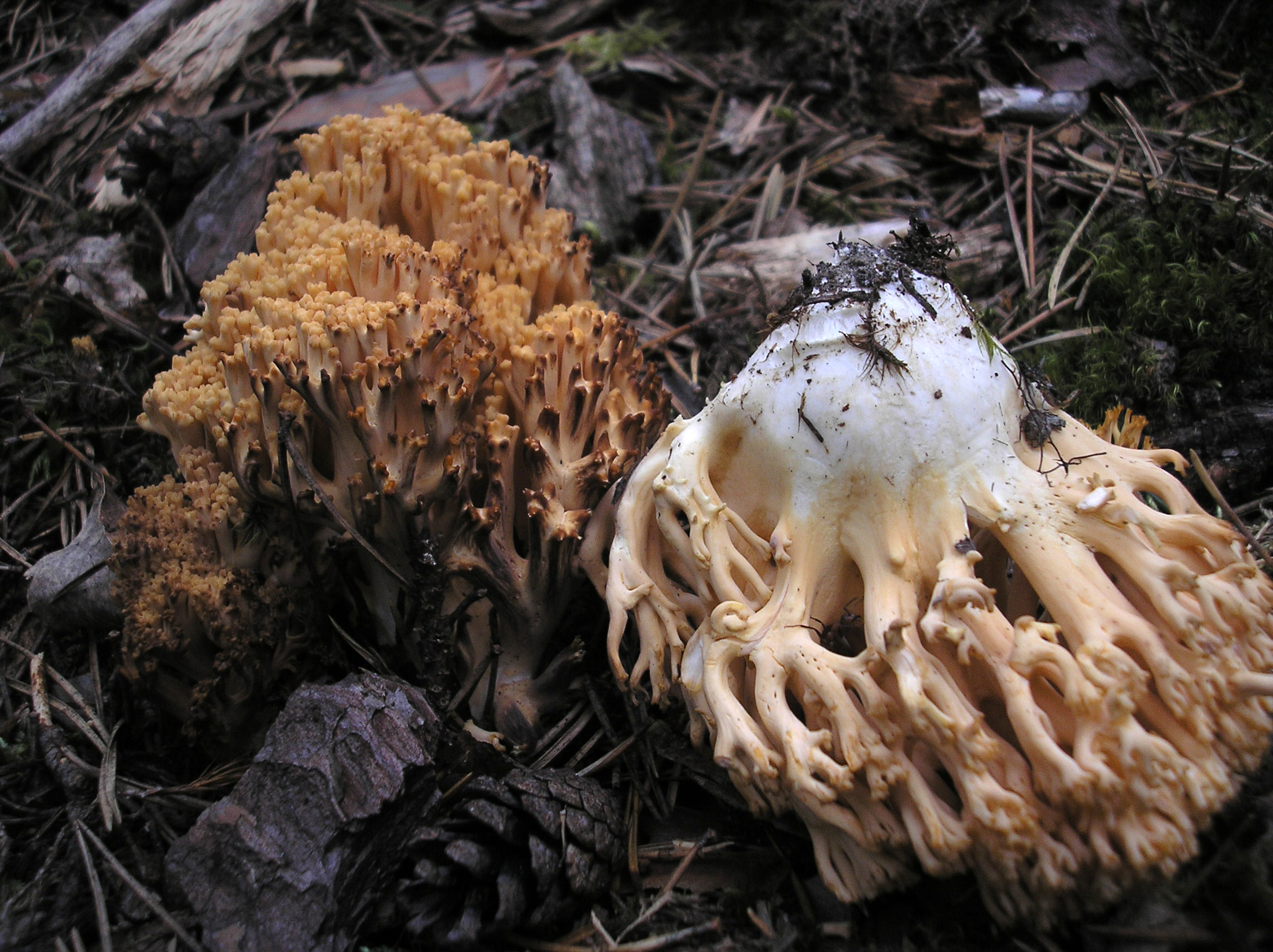
Similară Ramaria obtusissima

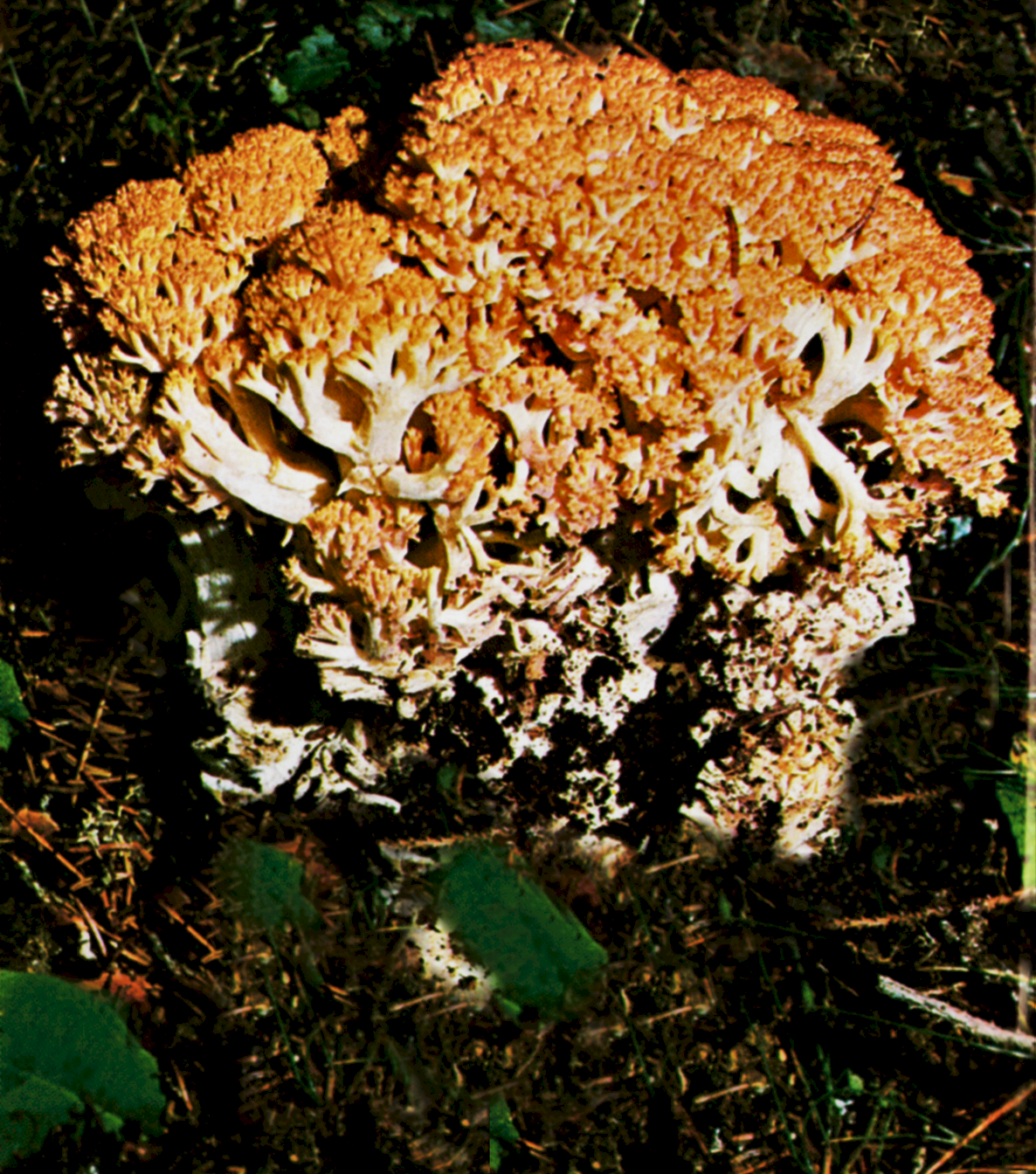
Ramaria rufescens
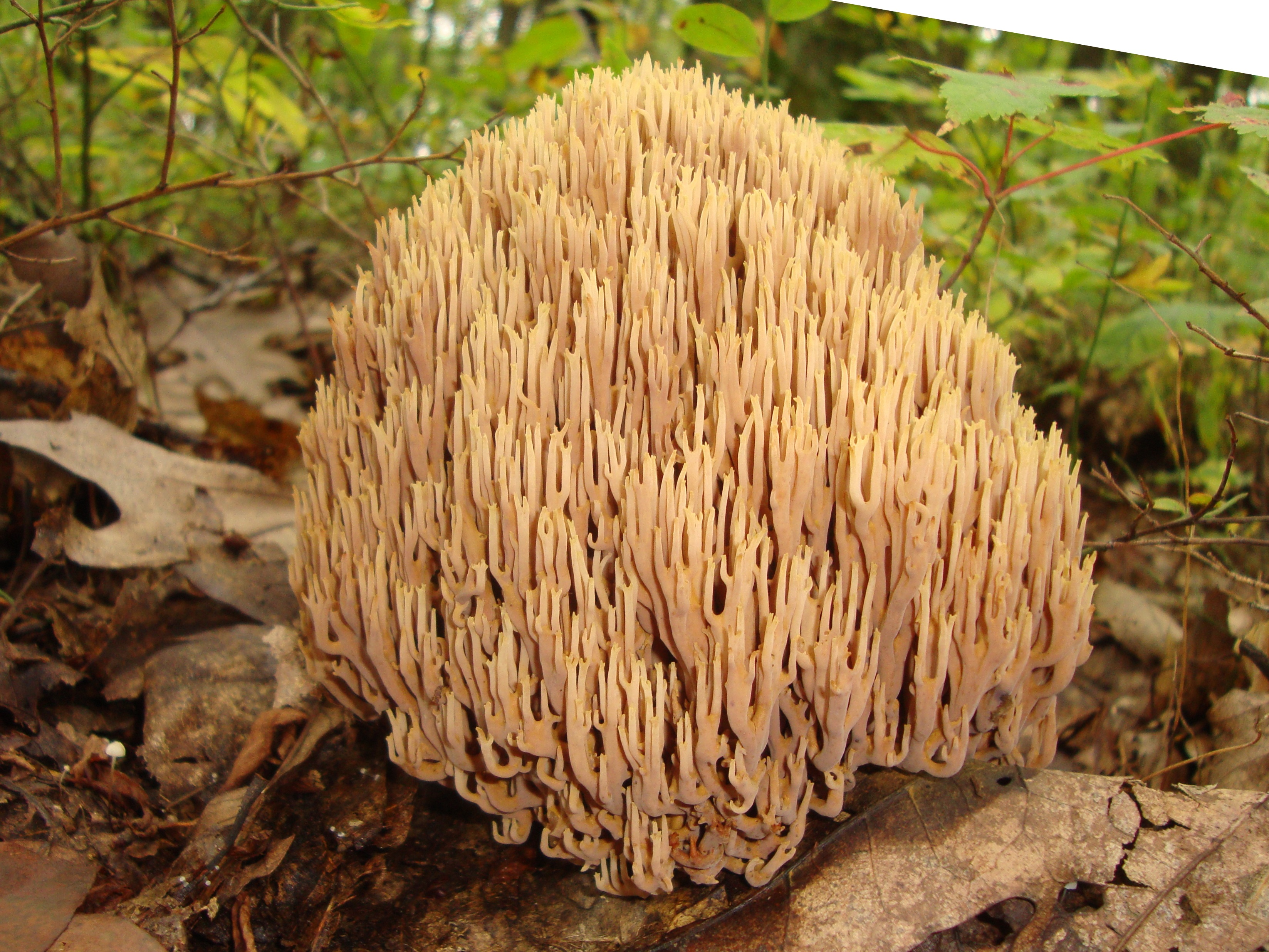
!Ramaria stricta!
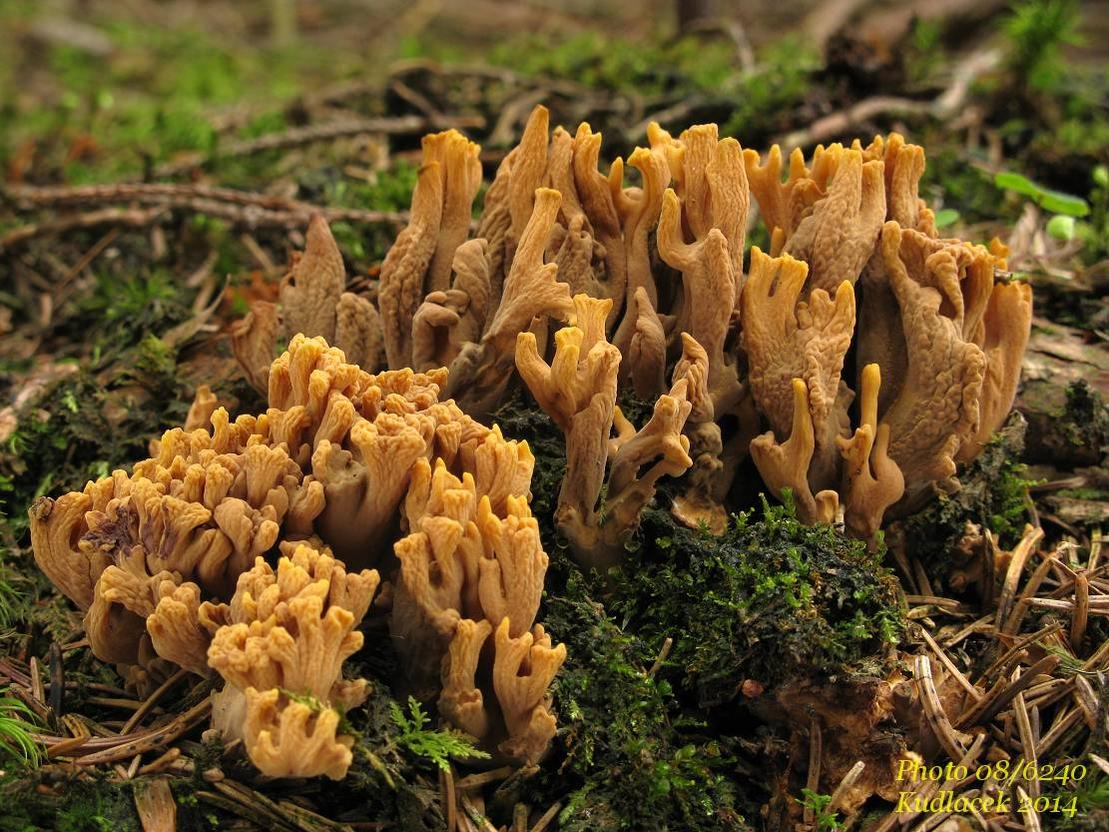
!Ramaria testaceoflava!
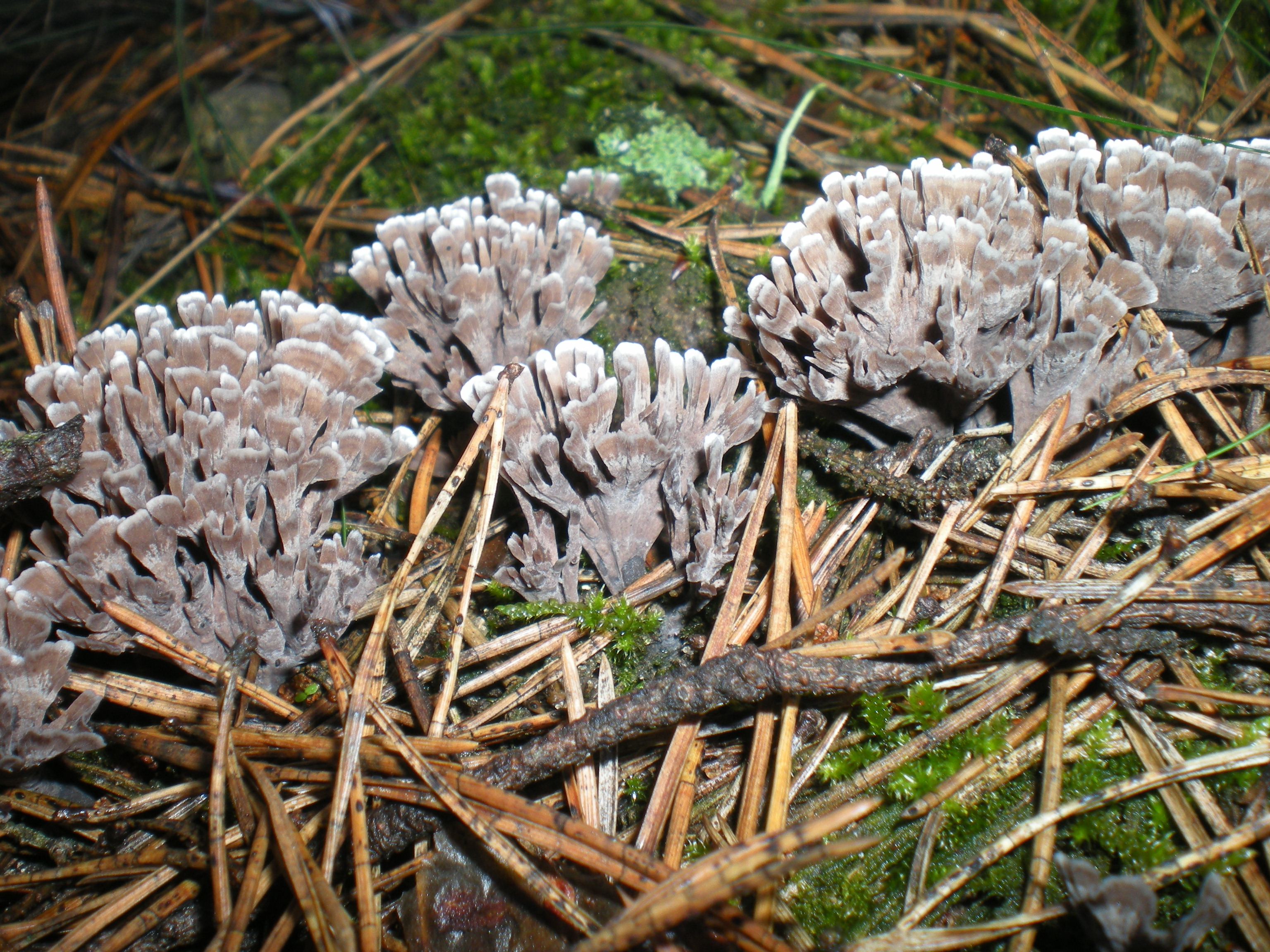
!Thelephora palmata!

## Valorificare
Specia este slab toxică ce se datorează unei toxine ce conține principii laxative, cauzând simptome de natură gastrointestinală care includ greață și vărsături dacă este ingerată în doze mai mari. Timpul de latență este de 30-90 minute după consum.